# هاري أدلر
هاري أدلر هو متسابق يخت برازيلي، ولد في 21 سبتمبر 1928.

## وصلات خارجية
- هاري أدلر على موقع أوليمبيديا (الإنجليزية)